# Corymorpha nana
Corymorpha nana is een hydroïdpoliep uit de familie Corymorphidae. De poliep komt uit het geslacht Corymorpha. Corymorpha nana werd in 1857 voor het eerst wetenschappelijk beschreven door Alder. 